# Вискозиметрия
Вискозиметри́я — раздел физики, посвящённый изучению методов измерения вязкости. Преимуществами данного метода являются техническая доступность метода, относительная простота интерпретации результатов исследования.
Наиболее распространены три метода измерения вязкости газов и жидкостей:
- по расходу в капилляре — основано на законе Пуазейля
- по скорости падающего шара — закон Стокса
- по вращающему моменту для соосных цилиндров — из закона течения жидкости между соосными цилиндрами (течение Тейлора).

Вязкость определяется также по затуханию периодических колебаний пластины, помещённой в исследуемую среду.
Особую группу образуют методы измерения вязкости в малых объёмах среды (микровязкость). Они основаны на наблюдении броуновского движения, подвижности ионов, диффузии частиц.
При измерении вязкости жидкости различают ньютоновские и неньютоновские жидкости. Ньютоновская жидкость подчиняется при своём течении закону вязкого трения, то есть её вязкость зависит только от температуры жидкости и не зависит от скорости сдвига (по крайней мере в области ламинарного потока). Практическим следствием этого является одинаковое значение вязкости при одной и той же температуре для одной и той же жидкости даже на вискозиметрах разных систем. Неньютоновские жидкости отклоняются от закона Ньютона. Среди них различают тиксотропные и нетиксотропные жидкости. Тиксотропные жидкости по мере перемешивания изменяют свою вязкость.